# رعادی (روستا)
 رعادی  به عربی ( الرَعادی  )، روستایی است در دهستان 

## جمعیت
جمعیت آن (۹۹ ) نفر (۹ خانوار) می‌باشد.